# G.E.N.E.
G.E.N.E. — Grooving Electronic Natural Environments — музыкальный проект в жанре ambient / new age. Неизменным продюсером проекта был Михаэль Вайсер (Michael Weisser), также писатель-фантаст, основатель и участник группы Software. Непосредственными авторами и исполнителями музыки были несколько авторов лейбла Innovative Communication, созданного Клаусом Шульце в 1978 г. В 1985 г. музыкальным директором лейбла стал Марк Сакаутски (Mark Sakautzky), а его творческим консультантом (1986) — Михаэль Вайсер. В 1994 г. Сакаутски продал свою долю лейбла Вайсеру и тот стал директором компании IC Digit Music GmbH (вплоть до 2008 г.), где и публиковались альбомы G.E.N.E.
В начальный период деятельности G.E.N.E. ряд авторов проекта скрывался под вымышленными женскими псевдонимами, видимо, для создания романтически-трогательного и поэтического имиджа группы. Согласно приведенной в буклетах к альбомам легенде, группа была основана в 1987 году, когда встретились Клео де Маллио (Cleo de Mallio) — канадка из Ванкувера французского происхождения, и Михаэль Вайсер. В реальности альбомы «Life is a Melody» (позднее переиздан под названием «Canadian Lakes») и «Fluting Paradise» были сочинены и исполнены Петером Мергенером, основным автором проекта Software под псевдонимом Crystal Binelly. Под псевдонимом Lisa-Maria Tedesca скрывался Steven (Stephan) Toeteberg из группы Quiet Force.
Также в выпуске альбомов принимали участие Suppi Huhn и др. исполнители.
Участники этого проекта в своих альбомах «путешествуют» по экзотическим уголкам Земли, таким, как остров Пасхи, Бали, Занзибар и Израиль, собирая местные музыкальные мотивы и звуки природы, а затем кладут их на электронно-клавишную основу. Каждый альбом группы посвящён отдельному району на земле и отдельной тематике: Анды, Палестина, Индокитай, Полинезия, и т. д. В 1995 году группа записала саундтрек к документальному фильму «Flying Fish», её музыка также часто используется в заставках телепередач.
Последний альбом проекта вышел в 2000 году, после чего проект приостановил своё существование.

## Дискография
- 1987. Fluting Paradise (издан на Racket Records, переиздан на диске в 1991 г. на Innovative Communication)
- 1988. Life is a Melody (издан на New Emotional Music, переиздан на Racket Records в 1989 г.)
- 1991. GetTheTaste
- 1991. Diving Dreams
- 1991. KatChina
- 1993. Mediterranean Mood (переиздан в 1997 г. с новым оформлением)
- 1993. Rain Forest
- 1994. Bali Sunrise
- 1994. Between Ocean & Clouds
- 1995. Flying Fish
- 1995. Slow-Motion
- 1995. Tropical Feeling!
- 1996. Dragon’s Flight
- 1996. Flowers & Soul
- 1997. Canadian Lakes (переиздание альбома Life is a Melody на Innovative Communication)
- 1997. Magic Island
- 1997. Pacific Pearls
- 1998. ShaLOM
- 1999. Negev-Fever
- 2000. Emotions